# Чева
Чева̀ (на италиански: Ceva, на местния диалект Сева) е град и община в западната част на Северна Италия. Населението е 5695 души (1 януари 2023).

## География
Разположен е на река Танаро в провинция Кунео на област (регион) Пиемонт.

## История
През средните векове на мястото на днешния град е имало крепост, която е била разрушена от французите в края на XVIII век.

## Побратимени градове
- Льо Вал, департамент Вар, Франция